# Rabenstein an der Pielach
Rabenstein an der Pielach – gmina targowa w Austrii, w kraju związkowym Dolna Austria, w powiecie St. Pölten-Land. Liczy 2 457 mieszkańców (1 stycznia 2014).

## Współpraca
Miejscowość partnerska:
- Rabenstein, Niemcy